# Ofensiva del noroeste de Siria (octubre-noviembre de 2015)
 El 7 de octubre de 2015, poco después del inicio de la campaña aérea rusa en Siria, las fuerzas del gobierno sirio y sus aliados lanzaron una ofensiva terrestre contra las posiciones antigubernamentales en el noroeste de Siria, inicialmente en el norte de la Gobernación de Hama. El objetivo principal es sellar la frontera norte de Hama con Idlib y "construir una zona de amortiguamiento alrededor de la ciudad de Khan Sheikhoun". Se ha descrito como el primer gran ataque coordinado sirio-ruso desde el inicio de la guerra civil siria.  La ofensiva se extendió en los días posteriores a las llanuras de al-Ghab, entre el noroeste de Hama y el sudoeste de Idlib, así como al borde de la gobernación de Latakia. 

## Cronología

### Ofensiva del gobierno sirio
El 7 de octubre, el ejército sirio respaldado por las Fuerzas de Defensa Nacionales y los ataques aéreos rusos lanzaron la ofensiva contra los pueblos controlados por los rebeldes de Kafr Nabouda, Qala'at Al-Madayq, Lahaya, Al-Mughayr, Latmin, Al-Lataminah, Kafr Zita. y Markabah.  Según el SOHR, los rebeldes destruyeron ocho vehículos y tanques del Ejército en la fase inicial de la ofensiva, mientras que también declaró que las bases y los vehículos rebeldes fueron bombardeados al mismo tiempo.
Más tarde, ese mismo día, el Ejército avanzó en Latmin, mientras que los rebeldes, según se informa, destruyeron tres tanques más en el frente cambiante.  Mientras tanto, los rebeldes lanzaron un contraataque contra Murak y, según se informa, capturaron una colina.  La Fuerza Aérea Rusa realizó al menos 40 ataques aéreos ese día.  A la inversa, fuentes pro gubernamentales indicaron la destrucción de 10 tanques y BMP. El Ejército capturó a Al-Mughayr, Markabah, Tal Sakhar y Tal Uthman ese día, mientras que también se afirmó que la aldea de Al-Haweez y la ciudad de Kafr Nabouda fueron retenidas temporalmente antes de que un fuerte contraataque rebelde supuestamente los empujara a Latmin.
Al día siguiente, los rebeldes derribaron un helicóptero sirio o ruso cerca de Kafr Nabouda, con un posible segundo cerca. El SOHR informó que los rebeldes recuperaron algo de terreno en el área de Kafr Nabouda y destruyeron un APC en el progreso.
El 9 de octubre, los militares capturaron la mayor parte de la región montañosa de Jubb al-Ahmar. El SOHR también informó que el Ejército todavía estaba tratando de capturar a Atshan (previamente reportado como capturado), mientras que los rebeldes destruyeron y dañaron seis tanques ese día.
El 10 de octubre, el ejército sirio capturó las aldeas estratégicamente importantes de Atshan y Om Hartein y la colina Sukayk, al tiempo que intentaba seguir adelante para capturar a Khan Shaykhun en la provincia sureña de Idlib.  Varios tanques del gobierno y APC fueron atacados durante los enfrentamientos. El líder principal de Hezbolá, Hassan Hussein al-Haj, y un comandante rebelde fueron asesinados ese día durante la toma de Tal Sukayk.
El 11 de octubre, Hezbolá, respaldado por el Ejército, capturó a al-Bahsa en las llanuras de al-Ghab, mientras que los rebeldes destruyeron un tanque.  Además, el ejército también avanzó desde Morek y Atshan.
En la mañana del 12 de octubre, el Ejército capturó la parte sur de Kafr Nabuda, que coincidió con 30 ataques aéreos rusos y cientos de proyectiles y cohetes lanzados por las fuerzas gubernamentales. Poco después, los militares aseguraron la ciudad y también se apoderaron de la aldea de Mansoura, en la llanura de al-Ghab, y Sukayk, justo dentro de la provincia de Idlib. Sin embargo, un contraataque rebelde posterior más tarde en el día recapturó Kafr Nabuda. Esto vino después de que llegaron refuerzos rebeldes yihadistas. Al menos 25 combatientes a favor del gobierno, incluidos 7 milicianos de Hezbolá, fueron asesinados desde que comenzó el asalto a Kafr Nabuda. Otros 20 combatientes de Hezbollah también habían sido heridos.
El 13 de octubre, las fuerzas gubernamentales capturaron a Lahaya, mientras que los enfrentamientos continuaron en las afueras de Kafr Nabuda.  Ese día, dos coroneles iraníes fueron asesinados en la primera línea de Hama. Además de los refuerzos, los rebeldes estaban desplegando una "gran cantidad" de BGM-71 TOW 's a lo largo de la línea del frente y anunciaron una contraofensiva para "retomar a Hama". También se informó que Hezbolá había concentrado a todos sus combatientes en el noroeste de Siria para la ofensiva.
El 14 de octubre, las fuerzas gubernamentales capturaron las aldeas de Fawru y Sirmaniyah en la llanura de al-Ghab.  En este punto, en opinión de la ISW, el gobierno sirio logró un éxito limitado en la primera semana de la ofensiva, capturando 6 aldeas mientras sufría grandes bajas.
El 15 de octubre, las fuerzas gubernamentales capturaron la aldea de al-Safsafah en las llanuras de Ghab.  En respuesta a la ofensiva respaldada por Rusia por el ejército sirio, el Partido Islámico yihadista Turkistan en Siria envió combatientes a la llanura de Ghab para apoyar a los rebeldes en la lucha contra el ejército sirio, las fuerzas iraníes y Hezbollah. Las fotos de los combatientes uigures del Partido Islámico de Turkistán se publicaron con leyendas en árabe que decían "oponiéndose enérgicamente al ejército nusayri y a los rusos". Jab al-Ahmar y Ghamaam en el campo de Latakia, donde los combatientes del Partido Islámico de Turkistán fueron transferidos de Idlib en respuesta a la intervención rusa.
El 19 de octubre, el ejército reinició las operaciones, después de que la ofensiva se detuviera durante el fin de semana. Los combatientes del gobierno capturaron temporalmente partes de los silos de grano de Mansoura antes de que un contraataque rebelde revirtiera sus ganancias. Un comandante de la brigada rebelde fue asesinado en los silos. Al día siguiente, 16 combatientes del gobierno fueron asesinados.

### Contraofensiva rebelde
El 23 de octubre, los rebeldes capturaron al-Dil y también lanzaron ataques en la colina y aldea de Sukayk. Ese día, los rebeldes continuaron avanzando, mientras los aviones rusos bombardearon el cuartel general de los rebeldes. También un portavoz rebelde afirmó que las pérdidas de las SAA alcanzaron 57 vehículos blindados durante el curso de la Ofensiva.  Al final del día, los rebeldes recapturaron los pueblos de Maarkaba y Lahaya.  Los choques llevaron a la muerte de al menos 12 rebeldes y 14 combatientes del gobierno y la captura de dos vehículos del ejército.
El 24 de octubre, aviones rusos bombardearon un hospital de campaña cerca de Latamneh, matando a varios rebeldes e hiriendo a personal médico. Mientras tanto, los rebeldes se preparaban para atacar el área de Morek.
El 25 de octubre, tres grupos vinculados al Ejército Sirio Libre con sede en Hama se fusionaron en el Jaysh al-Nasr. Mientras tanto, un coronel sirio y tres soldados murieron en el área de Dorin-Isterbah, mientras que el experimentado operador de TOW BGM-71 Abu Omar "TOW" fue asesinado en Hama. Una tormenta de arena detuvo a la fuerza todas las operaciones militares al final del día.
El 26 de octubre, las fuerzas del gobierno, apoyadas por fuertes ataques aéreos rusos, recapturaron a Mansura en la llanura de Al-Ghab. Un comandante de campo de Jaysh al-Islam fue asesinado ese día.
El 27 de octubre, los rebeldes destruyeron al menos dos tanques y un APC en el campo norte de Hama, mientras que al menos 10 rebeldes murieron.
El 28 de octubre, los combates alrededor de Morek dañaron dos tanques del Ejército, mientras que otro vehículo también fue atacado. Ese día, los rebeldes recapturaron la aldea de Sukayk mientras que las fuerzas gubernamentales se retiraron de un área al norte de Morek.  Dos oficiales y un líder rebelde murieron en los enfrentamientos.  Según el análisis de al-Masdar News, si los rebeldes podían capturar a Morek, estarían en una buena posición para atacar las dos ciudades de Souran y Taybat Al-Imam, lo que les permitiría comenzar su ataque a gran escala en la ciudad de Hama. Al final del día, las fuerzas gubernamentales recuperaron posiciones contra el EIIL en la carretera Salamiya-Ithiriya.
El 31 de octubre, 20 facciones rebeldes atacaron Morek. 7 combatientes de Hezbolá murieron en un caso de fuego amigo de la fuerza aérea rusa en medio de una serie de bombardeos contra los rebeldes, según una fuente de noticias libanesa.
El 3 de noviembre, los rebeldes capturaron la colina Tall-Uthman, la colina al-Janabra, la gasolinera Hamidid y una posición al oeste de Morek. Los rebeldes dañaron dos tanques con BGM-71 TOW , destruyeron otros vehículos y también incautaron dos tanques y un APC. Cinco rebeldes, incluyendo un comandante y un líder, fueron asesinados ese día. Al final del día, las fuerzas gubernamentales bombardearon y bombardearon a Khan Sheikhoun, matando a cuatro civiles.
El 4 de noviembre, los rebeldes derribaron un MiG-21 sirio sobre la colina Tall-Uthman. El piloto fue asesinado debido a un paracaídas fallido. Por la noche, alrededor de las 10 p. m., el ejército sirio se vio obligado a abandonar la ciudad estratégica de Morek después de un asalto masivo de los rebeldes. Las fuerzas gubernamentales recapturaron al-Bani y, según informes, también en la colina de Tall-Uthman.
El 5 de noviembre, los rebeldes aseguraron totalmente la ciudad de Morek después de repeler una serie de contraataques del Ejército. Un líder rebelde y varios otros rebeldes, así como docenas de soldados, murieron y resultaron heridos cerca de Morek. El análisis realizado por una fuente cercana al gobierno (Al-Masdar) ha atribuido el rápido colapso de SAA en Murak al ataque del EIIL en la única ruta de suministro del gobierno a la gobernación de Alepo. Esta pérdida causó una emergencia inminente en Alepo que posteriormente obligó al Alto Mando Militar a iniciar un despliegue masivo, que resultó en el debilitamiento de la línea de defensa del noreste de Hama. Después de esto, la línea de defensa SAA se estabilizó al norte de Ma'an y Souran. Al final del día, los rebeldes avanzaron dentro de la aldea de Atshan y mataron a varios soldados y oficiales (incluido un general de brigada), y recapturaron la colina de Tell Sukayk. 16 combatientes de Hezbolá murieron en un segundo incidente de fuego amigo después de que la Fuerza Aérea Rusa bombardeó su posición en la provincia de Idlib, mientras que 5 rebeldes (en su mayoría comandantes de campo) murieron en Hama.
El 6 de noviembre, los rebeldes recapturaron las granjas avícolas de Atshan, Umm Hartein, al-Hilal, las granjas de al-Naddaf, los puestos de control de al-Easawi y la colina de al-Tawil. Al menos 16 soldados y oficiales, así como varios rebeldes, murieron en los enfrentamientos. Los rebeldes continuaron su avance y luego capturaron las aldeas de Qubaybat Abu al Huda, Tell Swan Hill y Mantana en el campo de Hama, mientras que la aldea alauita de Maan estaba asediada desde el norte y el este. Más tarde, las tropas sirias en coordinación con sus aliados capturaron las aldeas de Al-Kareem, Ramleh, Qabr Fidah y Al-Ashrafiyah después de que supuestamente aseguraron Safsafa en las llanuras de Al-Ghaab.
El 9 de noviembre, los rebeldes capturaron la aldea de Al-Mughayr y el puesto de control de Al-'Abboud al sur de Morek. Ocho rebeldes (incluido un líder militar) fueron asesinados ese día.
El 10 de noviembre, el NDF en coordinación con el SSNP contraatacó a los rebeldes y supuestamente recapturó la aldea de Al-Mughayr, la colina Tal Al-Sakhr y Grain Silos directamente al sur de la ciudad de Kafr Naboudeh, controlada por los rebeldes.

## Secuelas - Ofensivas subsiguientes
A mediados de octubre de 2015, al mismo tiempo que la ofensiva en Hama e Idlib, las fuerzas gubernamentales lanzaron una ofensiva a gran escala en el campo de Latakia del norte. A finales de noviembre, habían tomado 200 kilómetros cuadrados de territorio. El objetivo de la operación era tomar el control del territorio controlado por los rebeldes en la Gobernación de Latakia que limita con Turquía.
Mientras tanto, los rebeldes lanzaron una ofensiva en la parte norte de Hama a fines de noviembre, con el objetivo de capturar una serie de aldeas a lo largo de la carretera a Damasco.  Después de tomar inicialmente el control de varias aldeas y puntos de control, un contraataque del Ejército recapturó todas las áreas perdidas.  Además, las fuerzas gubernamentales también capturaron la colina de Tell Huwayr, con vistas a la ciudad de Morek.
A mediados de marzo de 2016, los militares capturaron más de 750 kilómetros cuadrados de territorio en el noreste de Latakia, que representaba el 64% del territorio rebelde en la provincia.
A mediados de abril, los rebeldes, encabezados por Jund al-Aqsa y el Partido Islámico de Turkistán en Siria, iniciaron una nueva ofensiva para recuperar las áreas que habían perdido previamente en la llanura de Al Ghab, explotando un coche bomba en unos silos de grano cerca del pueblo de Mansura. Al mismo tiempo, se lanzó un asalto en la provincia de Latakia, donde los rebeldes capturaron la mitad de las montañas Qalat y la aldea de al-Bayda.  Un contraataque posterior del Ejército revirtió todas las ganancias rebeldes en Latakia. Una semana después, los rebeldes lanzaron una ofensiva tanto en la llanura de Al Ghab como en las montañas Latakia. En Latakia, avanzaron en el área de tres pueblos antes de ser rechazados. En la llanura de al-Ghab, capturaron el pueblo de Khirbat Al-Naqous y disputaron el pueblo de Haqoura, antes de ser rechazados de Haqoura.
El 29 de agosto de 2016, los terroristas suicidas Jund al-Aqsa y la FSA, liderados por el Ejército de Gloria, asaltaron y capturaron la ciudad de Halfaya, en el norte de Hama.  Los rebeldes también tomaron 3 pueblos más en los alrededores. La Fuerza Aérea de Siria respondió bombardeando puestos avanzados rebeldes en el área, que mataron a más de 20 rebeldes, según el SOHR.